# Римляне
Ри́мляне (самоназвание — романи (лат. romani) и, реже употребляемое, квириты (лат. Quirites); также римский народ — лат. Populus Romanus) — народ, зародившийся на территории Апеннинского полуострова, в области Лаций, в пределах города Рим. Вследствие завоеваний, обширной колонизации и политики ассимиляции покорённых народностей римляне стали основным населением европейской части Римской империи. Римское и романизированное население провинции Италия стало основой становления современной итальянской нации. Согласно другому взгляду, самоопределение римлян шло не по этническому принципу, а по этическим соображениям как членов определённой общины с принятием её ценностей и норм.
Язык римлян — латинский язык, получивший название от названия племени латинов. На основе народной латыни, — упрощённых диалектов языка римлян с субстратом покорённых народов и пришлых варваров, — сложились современные романские языки.
До IV века н. э. римляне придерживались традиционных верований, с IV века большинство представителей этого народа составляли христиане.

## Численность и расселение
Согласно цензам, число римских граждан с 70—69 года до нашей эры по 28 год до нашей эры увеличилась с 900 тысяч до 4 миллионов, а к 14 году нашей эры — до 4,9 миллиона. Такой рост в 5,4 раза нельзя объяснить естественным приростом, поэтому, по мнению некоторых учёных, в перепись стали включать женщин и детей. Самая распространённая точка зрения, однако, состоит в том, что в ту эпоху римское гражданство было даровано всем италикам.
Стоит отметить, что рост числа римских граждан по цензам не противоречит данным о депопуляции древних римлян, так как увеличение числа римских граждан, помимо естественного прироста, происходило за счёт предоставления гражданства новым группам населения. Например, при реформе Гракха в ценз вошло большое количество неимущих людей. Законы 90 и 89 года до нашей эры предоставили римское гражданство всем италикам, но практическое получение ими гражданства затянулось. В 49 году до нашей эры Цезарь даровал римское гражданство жителям Цизальпинской Галлии, а при Августе продолжилась политика предоставления римского гражданства романизированным провинциям (юг Испании, Сицилия, Нарбонская Галлия).
| Предполагаемое распределение гражданства в Римской империи |                |                            |            |
| Регион                                                     | Граждане (в %) | Резиденты-неграждане (в %) | Рабы (в %) |
| Рим                                                        | 55             | 15                         | 30         |
| Италия                                                     | 70             | 5                          | 25         |
| Испания и Галлия                                           | 10             | 70                         | 20         |
| Другие западные провинции                                  | 3              | 80                         | 17         |
| Греция и Малая Азия                                        | 3              | 70                         | 27         |
| Североафриканские провинции                                | 2              | 70                         | 28         |
| Другие восточные провинции                                 | 1              | 80                         | 19         |

По оценкам М. Н. Щетинина, численность римских граждан в Италии в 28 году до нашей эры составляла 3,8 миллиона человек, в 8 году до нашей эры — 3,9 миллиона, а в 14 году нашей эры — 4 100 900 человек. Значительное количество римских граждан проживало вне Апеннинского полуострова и прилегающих островов: по данным Б. Ц. Урланиса, к 28 году до нашей эры было около 100 колоний и муниципий вне территории современной Италии. Питер Брант оценивает число римских граждан в провинциях примерно в 375 тысяч человек к 28 году до нашей эры. По оценке М. Н. Щетинина, численность римских граждан в провинции колебалось около отметки в 300 тысяч человек в 28-8 году до нашей эры, а в 14 году нашей эры достигла 836 100 человек.
| Годы                       | Численность                             |
| правление Сервия Туллия    | 84 700 80 000 83 000                    |
| 508 до н. э.               | 130 000                                 |
| 503 до н. э.               | 120 000                                 |
| 498 до н. э.               | 150 700                                 |
| 493 до н. э.               | 110 000                                 |
| 474 до н. э.               | 103 000                                 |
| 465 до н. э.               | 104 714                                 |
| 459 до н. э.               | 117 319                                 |
| 393/92 до н. э.            | 152 573                                 |
| 340 до н. э.               | 165 000 160 000                         |
| ок. 334—323 до н. э.       | 250 000 150 000 130 000                 |
| 294/93 до н. э.            | 262 321 272 320 270 000 220 000 260 000 |
| ок. 290/87 до н. э.        | 272 000                                 |
| 280/79 до н. э.            | 287 000                                 |
| 276/75 до н. э.            | 271 224 271 234                         |
| 265/64 до н. э.            | 382 234 292 334                         |
| 252/51 до н. э.            | 297 797                                 |
| 247/46 до н. э.            | 241 212                                 |
| 241/40 до н. э.            | 260 000 250 000                         |
| 234/3 до н. э.             | 270 212                                 |
| 230/29 или 225/24 до н. э. | 273 000                                 |
| 209/08 до н. э.            | 137 108                                 |
| 204/03 до н. э.            | 214 000                                 |
| 194/93 до н. э.            | 143 704                                 |
| 189/88 до н. э.            | 258 318 258 310                         |
| 179/78 до н. э.            | 258 294                                 |
| 174/73 до н. э.            | 269 015 267 231                         |
| 169/68 до н. э.            | 312 805                                 |
| 164/63 до н. э.            | 337 022 337 452                         |
| 159/58 до н. э.            | 328 316                                 |
| 154/53 до н. э.            | 324 000                                 |
| 147/46 до н. э.            | 322 000                                 |
| 142/41 до н. э.            | 328 442                                 |
| 136/35 до н. э.            | 317 933                                 |
| 131/30 до н. э.            | 318 823                                 |
| 125/24 до н. э.            | 394 736                                 |
| 115/14 до н. э.            | 394 336                                 |
| 86/85 до н. э.             | 463 000                                 |
| 70/69 до н. э.             | 910 000 900 000                         |
| 28 до н. э. (Август)       | 4 063 000                               |
| 8 до н. э. (Август)        | 4 233 000                               |
| 14 н. э. (Август)          | 4 937 000                               |
| 47 н. э.                   | 5 984 072 6 941 691 6 944 000           |

## Истоки римского этноса
Известно, что на территории Италии проживало несколько различных народностей — племена италиков, этрусков, лигуров, греки и галльские племена на севере. На территории Лациума, к югу от реки Тибр, проживало одно из крупных племён италиков — латины, к северу от Тибра располагались города этрусков, а к востоку — ряд других племён италиков — сабины, умбры, эквы, вольски и другие. Первым, кто основательно попытался изучить вопрос корней римского народа, можно считать Б. Г. Нибура, хотя его теория и имеет весьма специфический характер — так, этрусками он считает пеласгов, латинов считает альбанцами и т. п. Однако он и не отбрасывает возможность троянского происхождения римлян, хотя и не считает возможным это доказать.
Теория о «троянском происхождении» римлян берёт начало в легенде, повествующей о том, что Эней в XII веке до н. э., после разгрома Трои в результате Троянской войны, прибыл на берег Лациума с остатками своего народа и, объединившись с местным племенем, создал новый народ — латинов, названный по имени их царя, на дочери которого Эней женился, а также основал город Лавиниум, названный в честь его жены. Энея римляне считали безусловным прародителем своего народа, что отражалось во всех их верованиях. Эта легенда воспроизведена в народно-историческом произведении Тита Ливия «История от основания города» и затем была изложена Вергилием в национальной римской поэме «Энеида». О троянском происхождении римлян говорит Тацит, называя Трою «памятником нашего происхождения». Впоследствии, после захвата римлянами Троады, римский сенат освободил жителей Илиона от налогов, полагая их «родственниками римского народа».

## Становление римского этноса
Возникновение римского народа уходит корнями в VIII—V века до н. э. Стратиграфические раскопки на Форуме и Священной дороге, а также на Палатине дали примерное подтверждение традиционной дате основания Рима (753 г. до н. э.). Археологический материал позволяет также решить вопрос о том, развивался ли город из единого центра, как утверждает легенда. Большинство археологов в наше время склоняется к точке зрения, признающей возникновение Рима итогом длительного и сложного процесса слияния (синойкизма) отдельных изолированных общин — поселений на римских холмах.
Согласно легенде, из рода царей, основанного в Лациуме Энеем, происходит «основатель Рима» и собственно римского народа — Ромул. День основания им Рима древнеримские историки «вычислили» с большой точностью: они датируют его 21 апреля 753 г. до н. э. Разумеется, дата эта совершенно искусственная, и может быть принята лишь весьма условно. Однако день 21 апреля — древнейший пастушеский праздник Парилии — важен в том плане, что подтверждает приоритет скотоводства над земледелием по отношению к догородскому, «доримскому» населению долины Тибра.
По той же легенде, население Рима формировалось из рабов и беглецов Центральной Италии. Это же обстоятельство подвигло царя Ромула начать войну и захватить женщин соседнего племени Сабинов, поскольку мизерное число новоиспечённых жителей имело жён, а война укрепила бы и сплотила население.

Братья стояли перед выбором: либо распустить беглых рабов, во множестве собравшихся вокруг них и тем самым потерять все своё могущество, либо основать вместе с ними новое поселение. А что жители Альбы не желали ни смешиваться с беглыми рабами, ни предоставлять им права гражданства, с полной очевидностью явствует уже из похищения женщин: люди Ромула отважились на него не из дерзкого озорства, но лишь по необходимости, ибо доброю волей замуж за них никто не шёл. Недаром они с таким необыкновенным уважением относились к своим силою взятым женам.— Плутарх. Сравнительные жизнеописания. — М.: Наука, 1994. «Ромул», 23, 24
Расширение границ римского государства характеризуется одной особенностью: римляне, захватывая поверженный город Лациума, переселяли половину его жителей в свой город, а часть коренных римлян — во вновь захваченный. Таким образом происходило смешение и ассимиляция жителей соседних городков с римлянами. Об этом упоминает и Тацит. Такая участь постигла Фидены, Вейи, Альба-Лонгу и другие города. Крюков и Нибур в своих работах приводят теорию смешанного этнического состава первоначальных римлян, причём обоих сословий, так что патриции — латины с незначительной примесью сабинов, а плебс — латины с сильной примесью этрусков. Если обобщить весь «царский период» римской истории, когда происходило возникновение римского этноса, можно сказать, что в результате ассимиляции римский народ сложился из трёх основных составляющих — латинов, этрусков и племён, родственных латинам и проживавших к востоку от Тибра, основным из которых были сабины — как об этом пишет Моммзен.
Согласно Титу Ливию, с 616 по 510 г. до н. э. в Риме правила династия этрусских царей: Тарквиний Древний, Сервий Туллий, Тарквиний Гордый, что было следствием активного этрусского расселения на юге. Имела место этрусская иммиграция, приведшая к возникновению в Риме целого этрусского квартала (vicus Tuscus), и значительное культурное влияние этрусков на римское население. Тем не менее, как указывает Ковалёв в своей «Истории Рима», этрусский элемент по сравнению с латинско-сабинским был не столь значителен.

## Римский народ во времена Республики
Дальнейшее развитие римский народ получил во времена Республики. После свержения царской власти в государстве два социально обозначившихся класса, патрицианские роды и плебеи, оказались лицом к лицу и начали между собой активную борьбу. Патриции — по-видимому, коренное население города — обладали преимуществом перед плебеями не столько в имущественном, сколько в правовом смысле, поскольку плебеи, по сути пополнявшиеся за счёт пришлых элементов-иммигрантов, вольноотпущенников и т. п., были полностью лишены политических прав, однако после реформ Сервия Туллия составляли основу римской армии. Постепенно, в результате борьбы между сенатом и плебсом, плебеи добились равных прав с патрициями, и богатые плебейские роды влились в римскую аристократию, образовав нобилитет.
Римская аристократия продолжила активную внешнюю политику царей. Постоянные войны с соседями привели Рим к подчинению им всей Италии. Подчиняя соседние народы, римляне регулировали взаимоотношения с ними с помощью права гражданства.
Римский сенат с неохотой раздавал гражданство и старался законсервировать уже существующий статус-кво. Члены Латинского союза получили гражданство после Латинских войн, а большая часть остальных италиков — только после Союзнической войны по закону Луция Юлия Цезаря 90 г. до н. э, и то римляне даровали права гражданства всем италикам, но приписали их лишь к 8 (либо к 10) новым трибам, а не ко всем 35, что не давало им почти никакого общественно-политического влияния.
После подчинения Апеннинского полуострова римляне стали в большом количестве набирать в армию италиков. Население города Рима также росло за счёт прибывавших туда италиков. Этому способствовал процесс разорения и обезземеливания италийского крестьянства. Для ветеранов и части жителей Рима основывались колонии по всей Италии.
Через систему гражданства, военную службу а также сеть римских колоний, раскинувшихся на Апеннинском полуострове, римляне постепенно ассимилировали многочисленные племена и народности, проживавшие в Италии. Латинский язык стал доминирующим и постепенно вытеснил все другие языки. Аристократия италиков постепенно влилась в римскую.
Кроме того, в результате римских завоеваний за пределами Италии в римский народ постепенно начинают проникать неиталийские народности — главным образом в виде рабов и вольноотпущенников, а также переселенцев в г. Рим из провинций. Эти инородные элементы характеризуются пестротой этнического состава — греки, финикийцы, сирийцы, галлы, германцы и т. п. Все они постепенно вливались в римский плебс.
В результате гражданских войн погибло очень много представителей старой римской аристократии. Из известных 56 патрицианских родов к началу III века до н. э. остаётся лишь 18. Их место постепенно занимают выходцы из регионов. Плебс в это время активно постоянно пополняется пришельцами из завоёванных областей и вольноотпущенниками.

## Перемены внутри римского этноса во времена Империи
В I—II вв. н. э. происходит постепенное растворение римского этноса в ассимилированном им и вновь складывающемся более многочисленном италийском (итало-римском) этносе. Этот процесс усугубляется ещё больше во времена Империи. В связи с тем, что римский народ образовался из италиков, получал из них постоянную подпитку в виде переселенцев, стекавшихся со всей Италии и вливавшихся в плебс, само понятие римский гражданин подразумевало определённую преемственность — как фамильную, так и культурно-этническую.
Во времена империи дела начали меняться. Уже не сенат, а император определял, кому даровать гражданство, руководствуясь личными побуждениями. Старая римская аристократия исчезала. Её место заняла новая, образовавшаяся по принципу богатства, и этническое происхождение её в большинстве случаев было не италийским, а восточным.
Кроме того, средством ассимиляции покорённых неиталийских народностей, особенно набравшая силу после реформы, проведённой Гаем Марием (реформа римской армии 107 г. до н. э.), была служба в римской армии. Перегрины, отслужив во вспомогательных войсках, а впоследствии и в легионах, получали право гражданства. Во времена империи легионы, располагавшиеся на границах, стали комплектоваться по месту дислокации, что привело к усиленной романизации близлежащего населения.
Тем не менее, несмотря на то, что собственно римский народ «утонул в массе италиков», римская культура и латинский язык стали доминирующими в западной части империи. Императоры раздавали гражданство жителям империи и вводили в сенат аристократию из провинций. Этот процесс был законодательно оформлен эдиктом императора Каракаллы 212 года, предоставлявший римское гражданство всему свободному населению империи (Эдикт Каракаллы). Через систему гражданства, колонии и службу в армии к III веку н. э. неиталийские народности, проживавшие в Галлии, Испании, Северо-западной Африке и Балканах постепенно ассимилировались и стали считать себя римлянами — так называемый «процесс романизации», а эти территории стали называться «Старая Романия». Этот процесс лишь поверхностно затронул Римскую Британию, в связи с её отдалённостью от центра, и почти не затронул восточные провинции, так как их культура — в основном эллинская — ни в чём не уступала римской. Таким образом, в Галлии возникла народность, называемая галло-римляне, в Испании — иберо-римляне, в Италии — итало-римляне, на Балканах — иллиро-римляне, в Дакии — дако-римляне, в Римской Африке — афро-римляне, в Реции — рето-римляне, в Британии — романо-бритты. Всех их объединяла общая культура — римская, единый язык — народная латынь, принадлежность к одному государству, общие законы, и ещё более консолидировало этносы появление единой религии — христианства.

## Римский народ после падения Империи
Во времена распада Западной Римской империи, формально завершившегося в 476 г., а по сути — в 480 г., после смерти последнего законного императора Юлия Непота, была нарушена целостность средиземноморских коммуникаций, а римские провинции попали под власть многочисленных германских племён. Каждый из римских регионов бывшей империи начал развиваться самостоятельно на основе автохтонного элемента, римской культуры и пришлых варварских народностей.
Прокопий Кесарийский обозначил Аэция Флавия как «последнего римлянина» — последнего выдающегося римского полководца, прославившегося победами. Последним осколком западно-римского государства считается Суассонская область комита Сиагрия в Галлии, павшая под натиском франков в 486 г. Такие римские анклавы существовали как в Галлии, так и в Испании и, возможно, в Британии — например, Амброзий Аврелиан, прототип короля Артура.
Самосознание римлян отчасти сохранялось ещё в период раннего Средневековья, что видно по «варварским кодексам», где противопоставлялся германец и римлянин, например Салическая правда в Галлии, которая написана на народной латыни. В Галлии романское население после утраты государственности и завоевания франками старалось сблизиться с завоевателями, это проявлялось и в смешанных браках и принятии германских имен. Этому же способствовала общая религия и политика франкских королей, что можно наблюдать в «Истории франков» Григория Турского. Такие же тенденции наблюдались и в Испании.
Дольше всего римская народность продержалась в Италии, как в связи с тем, что Италия была главным римским и наиболее романизированным регионом и здесь находился город Рим, так и то, что завоевателям — чужеземцам не удавалось удержаться здесь надолго и создать своё государство. Население Италии и прилегающих областей во времена Остготского королевства было бесспорно римским. В этот время жили «последний выдающийся римский государственный деятель» (как его обозначила Уколова В. И.) и последний философ античности — Боэций. Римляне не смешиваются с готами, несмотря на попытки Теодориха сблизить оба народа. Остготы живут обособлено и исповедуют арианство, в отличие от местного населения, придерживавшегося никейской ветви христианства. Тяжёлые войны между византийцами и готами привели к истреблению последних и их уходу в неизвестном направлении из Италии и существенному сокращению римской аристократии, которая беспощадно уничтожалась готами, о чём писал ещё Прокопий Кесарийский. Эта война привела к почти поголовному уничтожению аристократов римского сената — старейших римских родов и снижению численности населения города.
Римское самосознание существовало и во времена Лангобардского королевства. Вторжение этого германского племени под предводительством Альбоина нанесло ещё больший ущерб римскому населению Италии. Как пишет Павел Диакон в «Истории Лангобардов»: «…он (Альбоин) многих знатных римлян истребил мечом, многих изгнал из Италии…».
В этой войне римская аристократия весьма пострадала, особенно в северной Италии, а коренное население было распределено по трибам и вынуждено платить 1/3 часть своих доходов завоевателям. Несмотря на то, что лангобарды долгое время не смешивались с романоязычным населением, составляя в первую очередь правящую верхушку регионов, в конце концов лангобарды растворились среди местного населения, перейдя на народную латынь.
Процесс романизации продолжался даже после падения Западной Римской империи. К примеру, лангобарды романизировались в Италии, франки и бургунды — в Галлии, а вестготы и свевы — в Испании. В этот период инструментом романизации была не армия, а вера — христианство, впитавшее многие особенности римской культуры и использовавшее латинский язык как общецерковный.
Последним упоминанием о римском народе в западной Европе можно считать правление Карла Великого — около 800 г. н. э. Карл принял титул «Император римлян», пребывая в Риме, о чём можно прочитать у Грегоровиуса. В дальнейшем, после распада империи Карла Великого, жители Италии рассматриваются уже как итальянцы.
Афро-римляне и иллиро-римляне постепенно исчезли, будучи ассимилированными народами-завоевателями — арабами и славянами соответственно (также иллирийцы, возможно, стали предками современных албанцев). В то же время итало-римляне, галло-римляне, дако-римляне и иберо-римляне, смешавшись с варварскими племенами, положили начало формирования современных европейских народностей — итальянцев, испанцев, французов, румын и других.
Тем временем на территории Восточной Римской империи римлянами, или ромеями (греч. Ρωμαίοι), продолжали себя именовать жители Византии. Современные историки отличают Византию от её более раннего воплощения, потому что её центром был Константинополь, а ведущей была греческая, а не на латинская культура. Тем не менее вплоть до самого своего падения в 1453 году византийское государство официально именовалось Римской империей.
Впоследствии в Средневековье римлянами себя считали исключительно жители города Рима и прилегающих к городу районов — таким образом, термин превратился в катойконим.